# Krusin (województwo śląskie)
Krusin – wieś w Polsce położona w województwie śląskim, w powiecie myszkowskim, w gminie Koziegłowy. Ok. 1,3 km na północny wschód znajdują się źródła rzeki Mała Panew.
W latach 1975–1998 miejscowość administracyjnie należała do województwa częstochowskiego.

## Nazwa
Miejscowość ma metrykę średniowieczną i istniała już w XIV wieku. Wymieniona w 1372 Krussyny, 1439 Cruschin, 1440 Crussin, 1443 Crusschin, 1470-80 Krossin, 1479 Crusschyn, 1519 Russin .

## Historia
Miejscowość początkowo była wsią książęcą, a później wsią szlachecką. W 1372 roku książę śląski Konrad II nadał Jaszkowi za wierną służbę wszystkie swoje dobra znajdujące się w Kruszynie leżącej wówczas w dystrykcie bytomskim. W zamian nabywca zobowiązany był do wspomagania księcia podczas wyprawy wojennej stawiając się z kuszą .
Nazwę wsi w zlatynizowanej formie Krossin wymienia w latach (1470–1480) Jan Długosz w księdze Liber beneficiorum dioecesis Cracoviensis. Z miejscowością wiąże się nazwisko Jana Koziegłowskiego wymienianego przez Długosza jako właściciela miejscowości.
W XV wieku miejscowość była własnością Koziegłowskich herbu Lis. W 1519 Krzczon Koziegłowski, syn Jana seniora, sprzedał za 10 000 florenów swoje dobra: zamek koziegłowski oraz miasto Koziegłowy wraz z okolicznymi wsiami, w tym Kruszyn, biskupowi krakowskiemu Janowi Konarskiemu. Od tego momentu miejscowość stanowi własność biskupstwa krakowskiego leżącą w kluczu siewierskim tzw. księstwie siewierskim znajdującym się w Koronie Królestwa Polskiego, a od unii lubelskiej z 1569 w Rzeczypospolitej Obojga Narodów .
Po rozbiorach Polski miejscowość znalazła się w zaborze rosyjskim i leżała w Królestwie Polskim. Nie została ujęta w spisach miejscowości na początku XIX wieku. Wieś osadzono na nowo przed 1839 . Miejscowość jako kolonię pod koniec XIX wieku wymienia Słownik geograficzny Królestwa Polskiego. Liczyła 286 morg powierzchni z czego 170 morg ziemi rolnej. W 1881 roku miała ona 23 domy, w których mieszkało 134 mieszkańców.
We wsi znajdują się cztery ulice: Długa, Rzeczki, Leśna i Łąkowa. Od 1988 r. miejscowość należy do parafii Zesłania Ducha Świętego w Winownie.